# Louis H. Bauer
Louis Hopewell Bauer (* 18. Juli 1888 in Boston, Massachusetts; † 2. Februar 1964 in Rockville Centre, New York) war ein amerikanischer Arzt, Gründer der Aerospace Medical Association (Gesellschaft für Luft- und Raumfahrtmedizin der USA) und erster Generalsekretär des Weltärztebundes.

## Leben
Louis Hopewell Bauer studierte bis 1912 in Harvard Medizin. Von 1913 bis 1926 war er im Sanitätscorps der amerikanischen Armee tätig, unter anderem als Kommandant der School of Aviation Medicine der US Army von 1919 bis 1925.
1926 veröffentlichte Bauer das erste Standardwerk über Flugmedizin.
Von 1926 bis 1930 war Bauer in der Verwaltung der amerikanischen Zivilluftfahrt als Gründungsdirektor der medizinischen Abteilung tätig. In dieser Zeit etablierte er die ersten Standards für flugmedizinische Untersuchungen von zivilen Piloten.
1929 gründete er die Aero Medical Association of the United States, 1930 das Journal of Aviation Medicine. Von 1930 bis 1953 war Bauer als niedergelassener Internist in Hempstead tätig.
Von 1947 bis 1961 war Louis H. Bauer erster Generalsekretär des Weltärztebundes. Er wurde 1960 mit der Paracelsus-Medaille der deutschen Ärzteschaft ausgezeichnet.